# Coupe de Galice de basket-ball
La Coupe de Galice de basket-ball  est une compétition sportive organisée par la Fédération Galicienne de basket-ball et réunissant les clubs galiciens de basket-ball masculins, apparue pour la première fois lors de la saison 1986-1987.

## Palmarès
| - 1986 : CB Breogán - 1987 : CB Breogán - 1988 : OAR Ferrol - 1989 : OAR Ferrol - 1990 : OAR Ferrol - 1991 : OAR Ferrol - 1992 : Ourense Baloncesto - 1993 : OAR Ferrol - 1994 : Ourense Baloncesto - 1995 : Ourense Baloncesto - 1996 : Básquet Coruña - 1997 : Ourense Baloncesto - 1998 : CB Breogán - 1999 : Ourense Baloncesto - 2000 : CB Breogán - 2001 : Ourense Baloncesto - 2002 : CB Breogán - 2003 : CB Breogán | - 2004 : CB Breogán - 2005 : CB Breogán - 2006 : Ourense Baloncesto - 2007 : CB Breogán - 2008 : CB Breogán - 2009 : CB Breogán - 2010 : Obradoiro CAB - 2011 : Obradoiro CAB - 2012 : Obradoiro CAB - 2013 : Obradoiro CAB - 2014 : Obradoiro CAB - 2015 : Obradoiro CAB - 2016 : Obradoiro CAB - 2017 : Obradoiro CAB - 2018 : CB Breogán - 2019 : Obradoiro CAB - 2021 : CB Breogán - 2023 : Obradoiro CAB |